# 서아프리카섀기쥐
서아프리카섀기쥐(Dasymys rufulus)는 쥐과에 속하는 설치류의 일종이다. 베넹과 카메룬, 코트디부아르, 감비아, 가나, 기니, 기니비사우, 라이베리아, 말리, 나이지리아, 세네갈, 시에라리온, 토고에서 발견된다. 자연 서식지는 아열대 또는 열대 기후 지역의 계절성 습윤 또는 홍수림 저지대 초원과 습지이다. 흔하게 발견되는 종으로 국제 자연 보전 연맹(IUCN)이 보전 상태를 "관심대상종"으로 분류하고 있다.